# Lockheed (personaggio)
Lockheed è un personaggio dei fumetti creato da Chris Claremont e Paul Smith nel 1981, pubblicato da Marvel Comics.
Egli è un draghetto compagno di Kitty Pryde.

## Storia editoriale
Lockheed fu creato dallo scrittore Chris Claremont e dall'artista Paul Smith e la prima apparizione fu in Uncanny X-Men #166 (febbraio 1983).

## Poteri e abilità
Lockheed si presenta come un piccolo drago con le dimensioni di un gatto; ha la pelle viola, artigli e denti affilati, due piccole corna ricurve che sporgono dalla parte posteriore della sua testa e le ali che gli consentono di volare. Inoltre è in grado di sputare potenti, seppur di dimensioni modeste, fiammate. Il suo cervello è immune a sondaggi da parte di telepati come il Professor X. Esso è anche empatico e in grado di comprendere il linguaggio umano. Esso è in grado di parlare inglese ma lo fa raramente.

## Altre versioni

### X-Babies
Nella serie X-Babies del 1990, gli X-Babies guadagnano un alleato in "Locksteed", una versione di Lockheed abbastanza grande da trasportare diversi X-Babies sulla schiena. Oltre alla dimensione più grande, Locksteed differisce da Lockheed principalmente per l'aspetto.

### Mutant X
In questo universo, Lockheed unisce le Starjammers, che consiste in Ciclope, Binary, Nova e Silver Surfer.

### Days/Years of Future Past
Nella realtà alternativa di Giorni di un futuro passato e Years of Future Past, Lookheed è cresciuto fino a diventare un drago enorme e sputafuoco.

## Altri media

### Cinema
Lockheed appare in The New Mutants come compagno di Magik.

### Televisione
- Lockheed appare in L'audacia degli X-Men. In questa versione è un parassita sull'Asteroide M, la sede della Confraternita dei mutanti malvagi. Riesce a fuggire dall'Asteroide M insieme agli X-Men.
- Nell'episodio "Un oscuro orizzonte (prima parte)" di X-Men: Evolution Lockheed appare fisicamente, ma il peluche preferito di Kitty  Pryde è un drago.
- Lockheed appare in Super Hero Squad Show. Nell'episodio "Ritorno a scuola" appare brevemente in una scena di inseguimento mentre guida con il suo alito di fuoco Reptil e gli X-Men ipnotizzati fuori dal bagno delle ragazze per conto di Kitty Pryde.

### Videogiochi
- Lockheed appare come mossa-assist di Kitty Pryde in Marvel: Avengers Alliance.
- Lockheed appare in Marvel Puzzle Quest.
- Lockheed appare come compagno di Kitty Pryde in Marvel: Sfida dei campioni.
- Lockheed appare in Marvel Future Fight.
- Lockheed appare in Marvel Strike Force.

### Romanzi
Lockheed appare nel romanzo tratto da X-Men - Conflitto finale. Viene brevemente accennato mentre tuba tristemente dopo il funerale del professor Xavier, quando l'Uomo Ghiaccio visita Kitty.